# SIMAP
SIMAP (Similarity Matrix of Proteins) は分散コンピューティングを用いて運用されているタンパク質類似性のデータベースであり、ミュンヘン工科大学とen:Helmholtz Zentrum Münchenによる合同プロジェクトとして管理されている。利用者は科学的目的のために自由にアクセスすることができる。同様の他のアプリケーションではタンパク質ドメインを探すために隠れマルコフモデルが用いられているのに対し、SIMAPはタンパク質類似性を事前計算するために FASTAアルゴリズムを用いている。
なお2014/5/30に2014年をもってboincプロジェクトの終了が発表された。

## プラットフォーム
SIMAPは分散コンピューティングのプラットフォームとしてBOINCを用いている。ワークユニットは毎月はじめに配布される。アプリケーションの特徴は以下の通り。
- ワークユニット当たりのCPU処理時間は15分から3時間と幅が広い。
- ワークユニットのサイズはおおよそ600 kBから1.35 MBであり、平均で1.20 MBである。
- SSEが利用可能なCPUに最適化されている。SSE非対応の古いCPU向けアプリケーションも提供されているが、各自がインストールする必要がある。
- 対応OSはLinux、Windows、Mac OSやその他UNIXプラットフォームである。
- データベース形成が完了しているため、現在は毎月はじめに少数配布するのみとなっている。